# Internetowa Lista Ateistów i Agnostyków
Internetowa Lista Ateistów i Agnostyków im. Kazimierza Łyszczyńskiego (ILAiA) – kampania społeczna zainicjowana w 2007 przez Polskie Stowarzyszenie Racjonalistów, prowadzona w internecie jako ogólnodostępna lista osób niewierzących: ateistów i agnostyków. Kampania miała na celu promocję braku wiary religijnej, afirmację osób niewierzących, obalanie stereotypów na temat osób niewierzących oraz integrację polskiego środowiska wolnomyślicielskiego. W 2013 liczba wpisów na listę przekroczyła 21 tys. osób. Na początku 2016 lista została zawieszona.

## Idea i historia kampanii
Internetowa Lista Ateistów i Agnostyków została zainicjowana 13 lipca 2007 roku przez Polskie Stowarzyszenie Racjonalistów (jednym z jej pomysłodawców był przedsiębiorca Marek Ławreszuk). Powstała na fali książki Bóg urojony Richarda Dawkinsa (z której zostało zaczerpnięte motto akcji, zaczynające się od słów: „Być ateistą to żaden wstyd”), i nawiązywała do The Out Campaign, kampanii społecznej postulującej ateistyczny coming out (czyli publiczne ujawnienie przez osoby niewierzące ich stosunku do religii).
Internetowa Lista Ateistów i Agnostyków została nazwana na cześć Kazimierza Łyszczyńskiego, polskiego filozofa skazanego w 1689 na karę śmierci za poglądy ateistyczne. Do zamieszczonej w internecie ogólnodostępnej listy mogła dopisać się z imienia i nazwiska lub anonimowo każda chętna osoba, deklarująca swoje przekonania jako ateistyczne, agnostyczne lub deklarująca się jako osoba niewierząca. Kampania miała na celu promocję braku wiary religijnej, afirmację osób niewierzących, obalanie stereotypów na temat osób niewierzących oraz integrację polskiego środowiska wolnomyślicielskiego, ateistycznego i agnostycznego. Inicjatywa stawiała sobie za cel także pokazanie, czym jest niewiara, działanie na rzecz dostrzeżenia osób niewierzących oraz sprzeciwiających się wpływowi Kościoła katolickiego w Polsce, propagowanie asertywności światopoglądowej wśród niewierzących, jak również uczczenie osób zamordowanych za głoszenie wolnomyślicielstwa i ateizmu.
Lista działała poprzez portal Racjonalista.pl, pod patronatem m.in. Korporacja Ha!Art, Towarzystwa Humanistycznego oraz szeregu portali internetowych. W 2013 liczba wpisów na listę przekroczyła 21 tys. osób, z których ponad 71% zadeklarowało się jako ateiści, 20% jako agnostycy i niecałe 9% jako niewierzący (liczba wpisów nie oznacza liczby osób niewierzących w Polsce). Lista została zawieszona w styczniu 2016 (ostatnia dostępna wersja pochodzi z 11 sierpnia 2015).
Pośród osób, które wpisały się na Internetową Listę Ateistów i Agnostyków były osoby publiczne lub powszechnie znane, m.in. Piotr Balcerowicz, Robert Biedroń, Tomasz Biliński, Alicja Boncol, Jarosław Buszko, Walter Chełstowski, Bohdan Chwedeńczuk, Lesław Czapliński, Krzysztof Dołowy, Eugeniusz Duraczyński, Helena Eilstein, Piotr Gadzinowski, Grzegorz Gazda, Krzysztof Giaro, Adam Gierek, Grzegorz Gorzelak, Michał Grabowski, Anna Grodzka, Włodzimierz Gruszczyński, Michał Grymuza, Andrzej Grzybkowski, Ryszard Holzer, Andrzej Jaczewski, Zbigniew Jaworowski, Aleksandra Kasznik-Christian, Zofia Kielan-Jaworowska, Marzena Kipiel-Sztuka, Andrzej Koraszewski, Dawid Kornaga, Yga Kostrzewa, Roman Kotliński, Krzysztof Kotowski, Sebastian Krajewski, Michał Kuziak, Leszek Kuźnicki, Andrzej Leder, Janusz Marchwiński, Andrzej Mogielnicki, Anna Mucha, Anja Orthodox, Stefan Rieger, Joanna Senyszyn, Barbara Stanosz, Adam Walanus, Jan Woleński, Bartosz Żurawiecki.

## Oddźwięk
O Internetowej Liście Ateistów i Agnostyków pisały media polskie i zagraniczne (kilkadziesiąt artykułów i innych sprawozdań medialnych; m.in. Tok FM, Gazeta Wyborcza, Przekrój, Przegląd, Rzeczpospolita, Newsweek, Trybuna, Gazeta Pomorska, Kurier Lubelski, Wirtualna Polska, Życie Warszawy, Radio France Internationale i La Marseillaise), wywołując dyskusję nad sytuacją osób niewierzących w Polsce.

### Krytyka
Barbara Ober-Domagalska zwróciła uwagę, że portal Racjonalista.pl nie dokonał operacjonalizacji pojęć „ateista”, „agnostyk” i „osoba niewierząca”, w związku z czym osoby dopisujące się do listy określają się w sposób intuicyjny. Ksiądz i dziennikarz Artur Stopka zarzucił kampanii charakter polityczny.